# Ndelele
Ndelele est une commune du Cameroun située dans la région de l'Est et le département de la Kadey, à la frontière avec la République centrafricaine.

## Population
| Année | Population |
| ----- | ---------- |
| 1966  | 1916       |
| 2005  | 26 127     |

## Structure administrative de la commune
Outre Ndelele proprement dit, la commune comprend les villages suivants :
- Aïto
- Alanda
- Banga
- Békélé
- Belembé
- Bélingou
- Bélita
- Dimé
- Dongali
- Dongongo
- Kobi
- Mépouta
- Mobéso
- Nakombo
- Ndanko Sopélé
- Ngalando
- Ngoto
- Parné
- Patare
- Sangalé
- Sembé
- Sembé II
- Sembé lll
- Sobolo
- Tindi
- Yola